# Lindneromyia flavicornis
Lindneromyia flavicornis is een vliegensoort uit de familie van de breedvoetvliegen (Platypezidae). De wetenschappelijke naam van de soort is voor het eerst geldig gepubliceerd in 1866 door Loew.